# Paulus Rusch
Paulus Rusch (Monaco di Baviera, 4 ottobre 1903 – Zams, 31 marzo 1986) è stato un vescovo cattolico e teologo tedesco.

## Biografia
Dopo aver lavorato come impiegato bancario, nel 1927 entrò nel seminario Canisianum di Innsbruck e iniziò a studiare teologia e filosofia. Rusch fu ordinato sacerdote a Innsbruck il 26 luglio 1933. Fu parroco fino a quando fu nominato rettore del seminario di Innsbruck. Il 15 ottobre 1938 Rusch fu nominato amministratore apostolico di Innsbruck-Feldkirch (diocesi di Bressanone) e il 30 novembre 1938 fu consacrato vescovo titolare di Licopoli a Innsbruck. Non fu riconosciuto dai nazionalsocialisti.
Il vescovo Rusch mostrò apertamente simpatia per il teologo morale di Innsbruck Johannes Kleinhappl e non gli ritirò la missio canonica, sebbene Kleinhappl fosse già stato censurato dalla Chiesa e gli fosse stato vietato di pubblicare.
Il 26 settembre 1964 Rusch fu nominato primo vescovo diocesano della neonata diocesi di Innsbruck. Si dimise dall'incarico il 13 agosto 1980. Gli successe come vescovo Reinhold Stecher. Si occupò della ricostruzione della Chiesa dopo la Seconda guerra mondiale, promuovendo l'espansione delle organizzazioni ecclesiastiche laiche (Azione Cattolica, Opus Sanctorum Angelorum), la creazione di centri educativi (ad esempio la Haus der Begegnung di Innsbruck) e di nuove chiese. Il suo impegno a favore di progetti di edilizia popolare gli valse il soprannome di "vescovo rosso". Il suo stile di leadership autoritario e il licenziamento del direttore di un centro giovanile di Innsbruck portarono alcuni cattolici tirolesi a non comprendere e a criticare la condotta del vescovo in carica. Furono oggetto di critiche anche il suo rifiuto di aprire gli archivi ecclesiastici per le ricerche sul periodo tra il 1938 e il 1945, così come il suo mancato sostegno all'avvio dei processi di beatificazione di sacerdoti e religiosi della sua diocesi giustiziati durante il regime nazionalsocialista.
Per quanto riguarda la questione del culto di Andrea Oxner da Rinn, culto sospetto di antisemitismo, Rusch fece rimuovere la liturgia di Anderl dal calendario diocesano nel 1954. I In una lettera ad Albert Massiczek, Rusch scrisse: 
(Albert Massiczek, Briefwechsel mit dem Bischof von Tirol DDr. Paul Rusch über die Ritualmord-Festspiele in Rinn in Tirol)

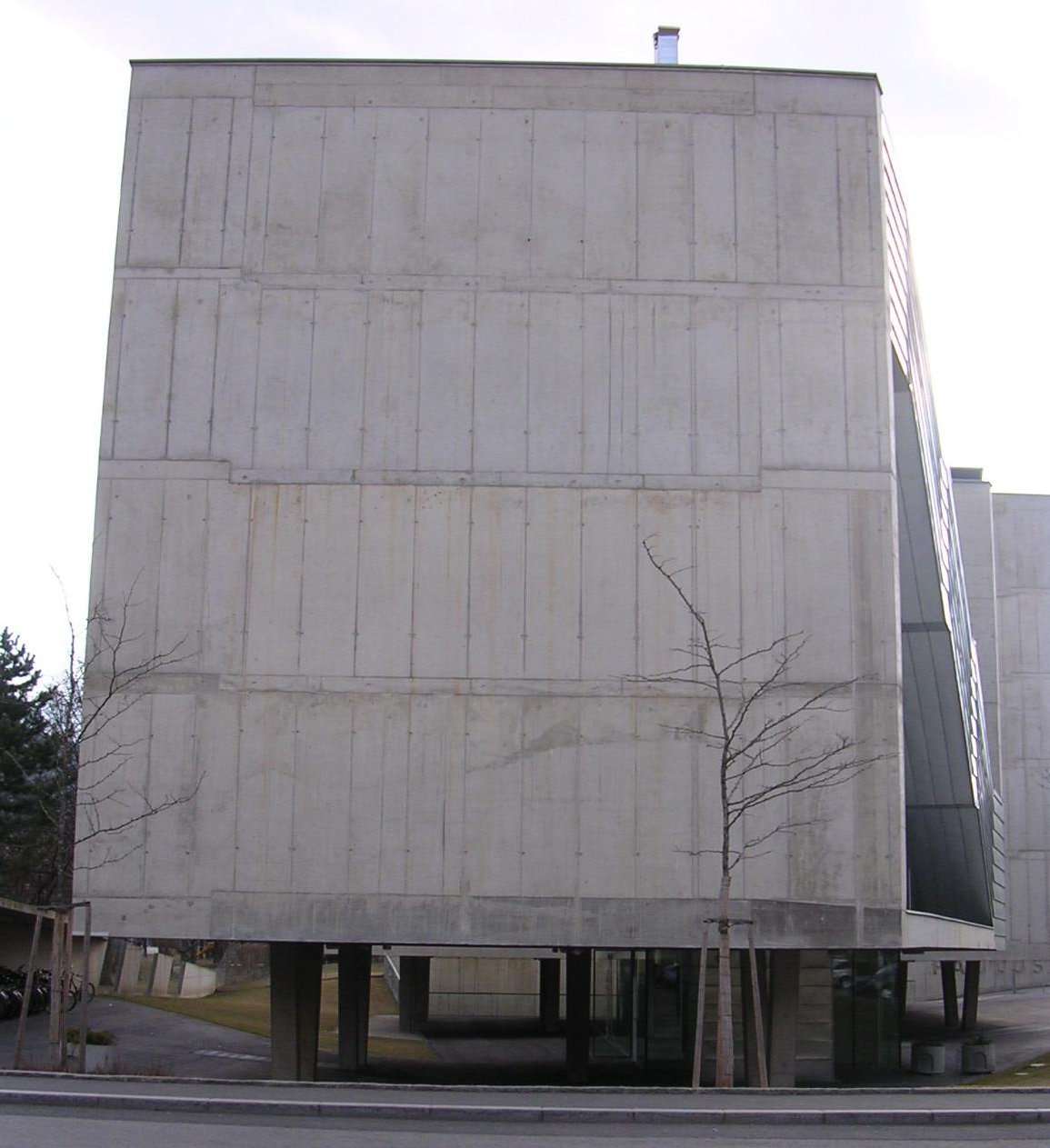
Bischof-Paulus-Heim a Innsbruck.

Nel 2008, a Hutterweg, fu costruita la residenza studentesca voluta dal vescovo Paul, che porta il suo nome.

## Scritti
- Versuch einer Theorie der synthetisch-notwendigen Urteile (Manuskript), Innsbruck 1930.
- Wurzeln und Anfänge der allegorischen Liturgieerklärung in Morgen- und Abendland (Manuskript), Innsbruck 1935.
- Gott will es. Zur sozialen Gerechtigkeit, Innsbruck/Wien/München, Tyrolia-Verlag, 1935.
- An junge Christen, 1946.
- Wachstum im Geiste. Ein Buch priesterlicher Betrachtung, 1949, 2. Auflage 1962.
- Junger Arbeiter wohin? 1953.
- Der Sozialhirtenbrief der österreichischen Bischöfe, a nome della Conferenza episcopale austriaca e con commento, 1957.
- Kirche im Gebirge und anderswo, 1959.
- Wachstum im Geiste. Ein Buch priesterlicher Betrachtung, 2. Auflage, Innsbruck/Wien/München, Tyrolia-Verlag, 1962.
- Mariologische Wertungen. In: Zeitschrift für katholische Theologie, Jg. 85 (1963), Heft 2, pp. 129–161.
- Aktuelle Bibelfragen, 1969.
- Christliches Gesellschaftsmodell für die Zukunft, 1976.
- Waage der Zeit – Wege der Zeit. Erfahrungen, Erkenntnisse, Wege, Innsbruck/Wien, Tyrolia-Verlag, 1983, ISBN 3-7022-1473-9.
- Jesus, unser Bruder. Thematische Leben-Jesu-Meditationen, 1986.

## Genealogia episcopale e successione apostolica
La genealogia episcopale è:
- Cardinale Scipione Rebiba
- Cardinale Giulio Antonio Santori
- Cardinale Girolamo Bernerio, O.P.
- Arcivescovo Galeazzo Sanvitale
- Cardinale Ludovico Ludovisi
- Cardinale Luigi Caetani
- Cardinale Ulderico Carpegna
- Cardinale Paluzzo Paluzzi Altieri degli Albertoni
- Papa Benedetto XIII
- Papa Benedetto XIV
- Papa Clemente XIII
- Cardinale Bernardino Giraud
- Cardinale Alessandro Mattei
- Cardinale Pietro Francesco Galleffi
- Cardinale Giacomo Filippo Fransoni
- Cardinale Carlo Sacconi
- Cardinale Edward Henry Howard
- Cardinale Mariano Rampolla del Tindaro

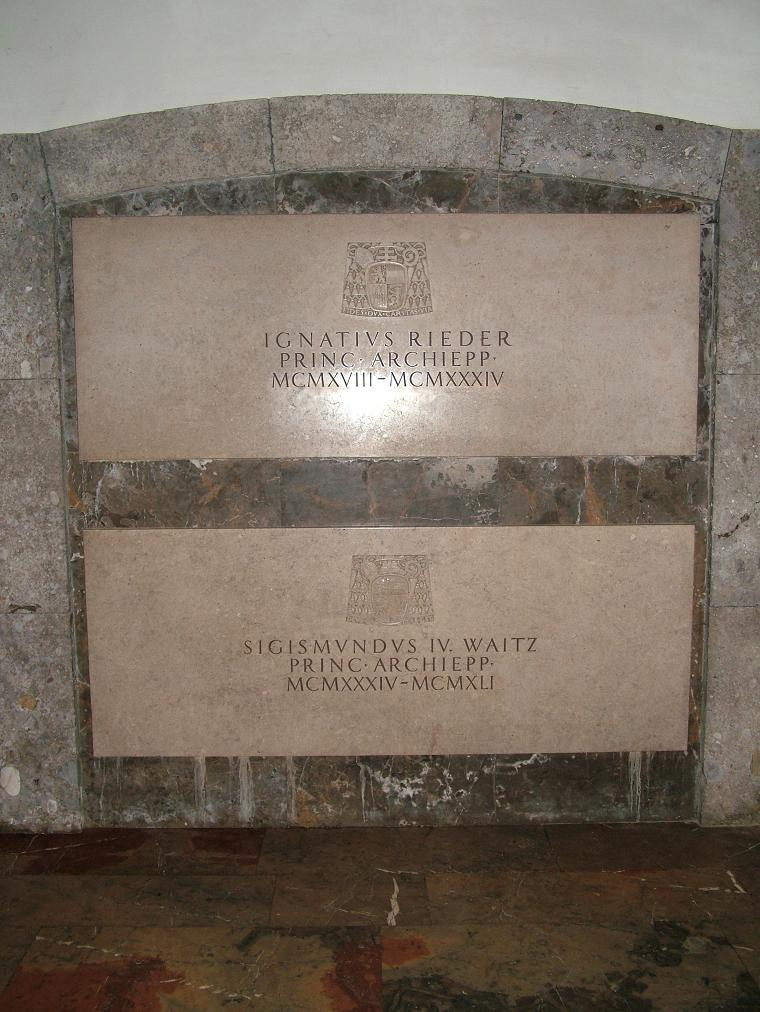
Tomba dell'arcivescovo, nella cripta del Duomo di Salisburgo.

- Cardinale Rafael Merry del Val
- Vescovo Josef Altenweisel
- Vescovo Franz Egger
- Arcivescovo Sigismund Waitz
- Vescovo Paulus Rusch

La successione apostolica è:
- Vescovo Bruno Wechner (1951)
- Vescovo Reinhold Stecher (1981)